# 예르마크 티모페예비치

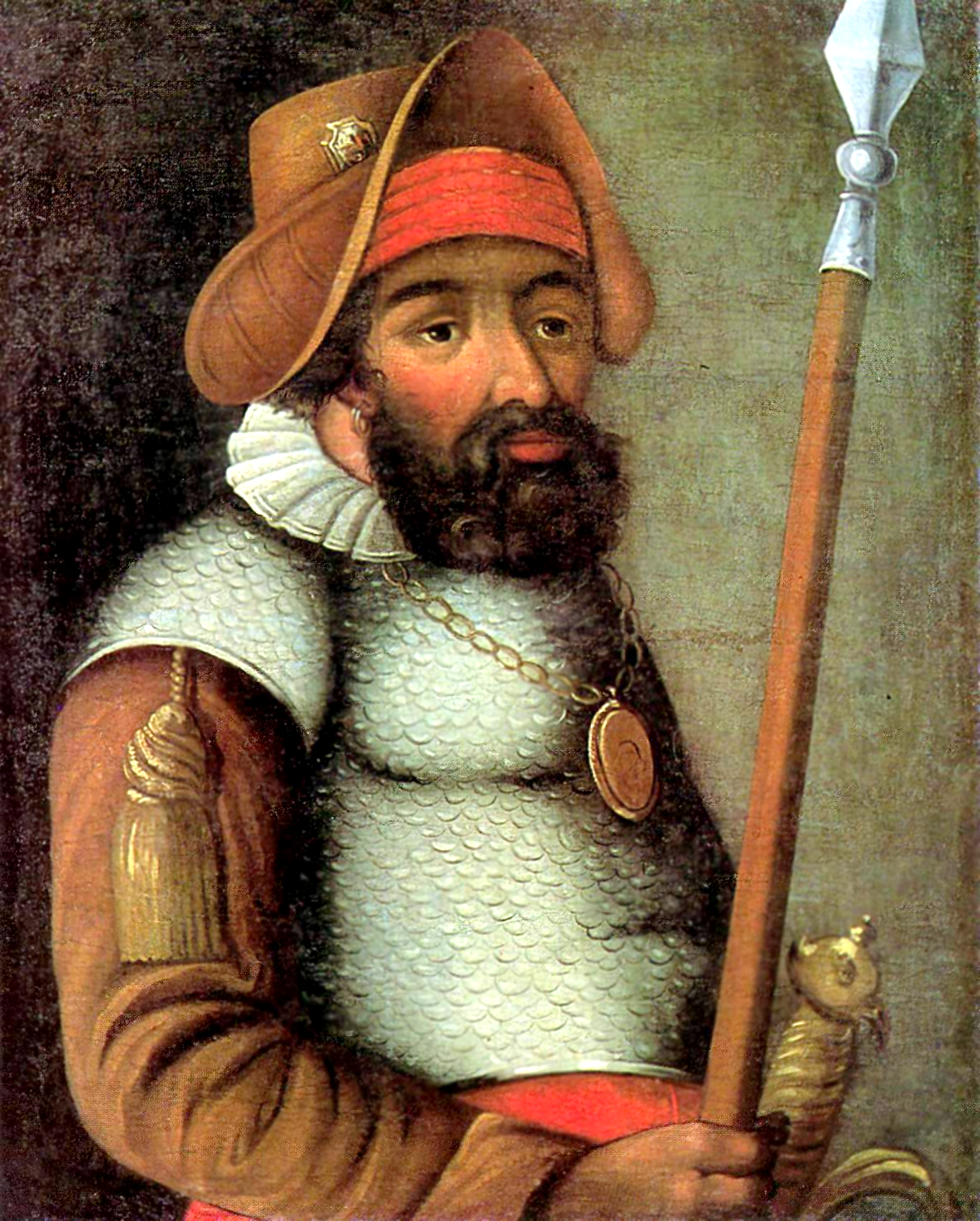
예르마크 티모페예비치

예르마크 티모페예비치(러시아어: Ермак Тимофеевич, 생년 미상 ~ 1585년)는 러시아의 탐험가이다.
처음 돈 코사크의 대장으로서 볼가강 유역에서 활동하고 있었는데 러시아 정부군에 쫓겨 카마 강 유역으로 도망쳤다. 이 곳의 영주 스트로가노프가 1581년에 동방 원정대를 조직하자 그는 대장으로 기용되어 우랄산맥을 넘어 시비르 한국을 공격하였다.
이 공으로 이전의 죄를 용서받고, 이반 뇌제(雷帝)에 의하여 시비르 공(公)에 봉해졌다. 후에 시비르 한국의 칸 쿠춤의 습격을 받아 540명의 코사크들이 사로 잡혀 죽고 예르마크는 도주하다가 이르티시강에서 사로 잡혀 익사했다.

## 같이 보기
- 러시아의 시베리아 정복

## 참고 자료
- 이 문서에는 다음커뮤니케이션(현 카카오)에서 GFDL 또는 CC-SA 라이선스로 배포한 글로벌 세계대백과사전의 내용을 기초로 작성된 글이 포함되어 있습니다.